# 九州のりものinfo.com
九州のりものinfo.com（きゅうしゅうのりものいんふぉどっとこむ）とは、国土交通省が行っている公共交通事業者の運行（航）情報を提供するサービスの名称である。鉄道、バス、旅客船、の各種交通機関を横断的に、遅延や運行（航）見合わせが発生または予想される場合に運行（航）情報を随時提供している。パソコンから閲覧する以外、iモードなどに対応した携帯電話からも閲覧することが可能となっている（PC用と同じURIでアクセスできる）。また、地上デジタル放送データ放送コンテンツでも随時放送されている。
2003年2月から実証実験として九州の公共交通事業者を対象にサービスを開始した。

## 対象となる交通事業者
2007年9月時点。

### 鉄道
- 九州旅客鉄道
- 西日本鉄道
- 福岡市交通局
- 北九州高速鉄道
- 熊本市交通局
- 高千穂鉄道
- 島原鉄道
- 鹿児島市交通局
- 筑豊電気鉄道
- 平成筑豊鉄道
- 松浦鉄道
- くま川鉄道

以上12事業者

### バス
- 西日本鉄道
- 熊本市交通局
- JR九州バス
- 堀川バス
- 大分交通
- 南国交通
- 長崎県交通局
- 島原鉄道
- 長崎自動車
- 昭和自動車
- 鹿児島市交通局
- 西肥自動車
- 祐徳バス
- 佐賀市交通局
- 九州急行バス
- 宮崎交通
- 日田バス
- 大分バス
- 亀の井バス
- 九州産交バス
- 佐世保市交通局
- 北九州市交通局

以上22事業者

### 旅客船
- JR九州高速船
- 九州郵船
- 野母商船
- 安田産業汽船
- 有明フェリー
- 長崎汽船
- オーシャン東九フェリー
- 関門海峡フェリー
- 名門大洋フェリー
- マリックスライン
- 三和商船
- 五島産業汽船
- 関釜フェリー
- 福岡市営渡船
- 北九州市渡船事業所
- 奄美海運
- 美咲運送
- 崎戸汽船
- 西海沿岸商船
- 天草フェリーライン
- 島原鉄道
- 阪九フェリー
- 折田汽船
- 九州商船
- 鷹島汽船
- 宮崎カーフェリー
- マルエーフェリー
- 黒島旅客船
- 加唐島汽船
- 向島丸
- 唐津市漁業協同組合
- ユージングボート宇野
- 郵正丸
- 川口汽船
- 鹿児島市船舶部
- 瀬川汽船
- 熊本フェリー
- 新栄
- カメリアライン
- 甑島商船
- コスモライン
- 長崎県平戸市（平戸市営フェリー）
- 大分ホーバーフェリー
- 国道九四フェリー
- 関門汽船
- ダイヤモンドフェリー
- フェリーさんふらわあ
- 関西汽船
- 鹿児島商船
- 松島フェリー
- 木口汽船
- 黄島海運
- 五島旅客船

以上52事業者